# Perissomyia sulcata
Perissomyia sulcata is een fossiele soort schietmot uit de familie Helicopsychidae.